# 無鼻角龍屬
無鼻角龍屬（學名：Arrhinoceratops）是角龍亞科下的一個屬，名字是古希臘文的「α-」、「ρινο-」、「κερατ-」及「ωψ」組合而來，意即「無鼻有角的面」。最初命名者認為這種動物沒有鼻角，但後來的研究發現了短鼻角。牠生活在上白堊紀的马斯垂克階，與準角龍相同時期，較牠的近親三角龍早幾百萬年。牠的化石是在加拿大被發現。

## 發現及物種

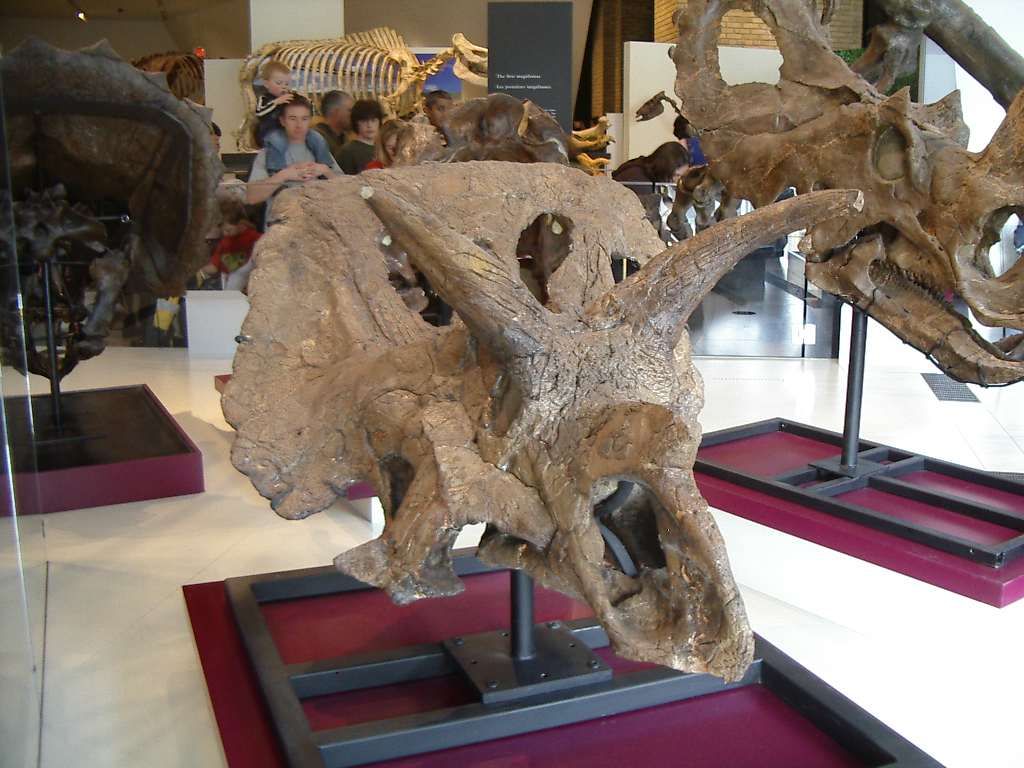
小臉無鼻角龍的頭骨。位於皇家安大略博物館

無鼻角龍的化石是一個部份被壓碎、輕微扭曲的頭顱骨，是在1923年由多倫多大學的挖掘團隊在加拿大的亞伯達省的紅鹿河附近發現的，當地屬於馬蹄鐵峽谷組。在1925年，由威廉·帕克斯（William Parks）所發表、命名。
目前只有一個種，稱為小臉無鼻角龍（A. brachyops）。其他從猶他州發現的化石，曾於1946年被命名為猶他無鼻角龍（A. utahensis），但目前被改歸類於牛角龍。

## 分類
無鼻角龍是屬於角龍亞科之內，這是一類草食性恐龍，有著像鸚鵡的喙狀嘴，生存於白堊紀的北美洲與亞洲。所有的角龍類恐龍在白堊紀末期滅絕。無鼻角龍與牛角龍似乎是近親。

## 系統發生學位置

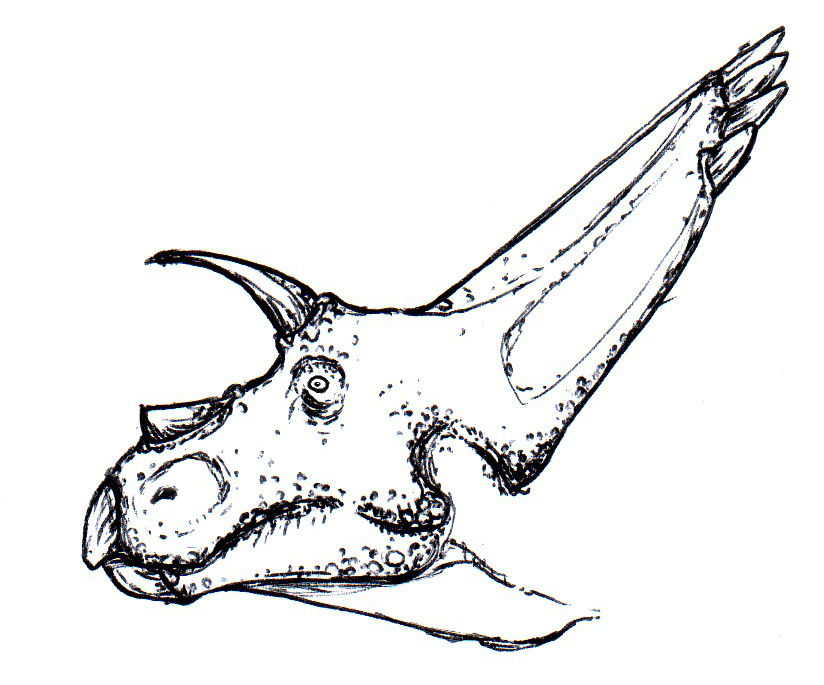
無鼻角龍頭部的描繪

由於無鼻角龍只有其頭顱骨，科學家對於整體的構造所知甚少。頭顱骨有著寬闊的頸部頭盾，其上有兩個橢圓形的開口。牠的額角長度中等，但牠的鼻角則較大部份角龍亞目短及鈍。牠的身體被假設是與角龍亞目相似，根據頭顱骨的大小，無鼻角龍的身長估計有6米長。

## 食性
就像其他角龍亞目一樣，無鼻角龍是草食性動物。在白堊紀時期，顯花植物的地理範圍有限，所以無鼻角龍可能以當時的優勢植物為食，例如蕨類、蘇鐵科及松科。牠們可能是用那鋒利的喙狀嘴來咬碎葉子的。

## 外部連結
- Groups of dinosaurs